# Обедничица
Обедничица (на македонска литературна норма: Обедничица) е река в Северна Македония.

## Път
Реката извира от планината от Баба източно под връх Яворец (1499 m) под името Смилевска река. Тече в югоизточна посока, минава през село Смилево и източно от него приема десния си приток Стара Смилевска река. След сливането на двете реки носи името Стара или Обедничица. Тече на изток. Минава през село Обедник и поема на североизток. Излиза в Демирхисар, тече на север и се разклонява на множество ръкави. Минава източно от град Демир Хисар (Мургашево) и се влива в река Черна (Църна) като неин десен приток южно от Граище.